# Interstate 240 (Tennessee)
Pour les articles homonymes, voir Interstate 240.
L'Interstate 240 (I-240) est une autoroute auxiliaire de 19,27 miles de long (31,01 km) dans le Tennessee. Elle est une voie de contournement autour du sud et de l'est de Memphis. La combinaison de l'I-240 et de l'autoroute principale, l'I-40, forme une autoroute de ceinture autour de Memphis.
L'I-240 débute à l'I-40 à Midtown Memphis jusqu'à l'I-40 et le Sam Cooper Boulevard à East Memphis. Durant son tracé, l'I-240 donne accès à l'I-55, à de nombreuses US routes et à des routes d'État, en plus de l'aéroport. Le segment entre le terminus ouest et l'I-55 est d'orientation nord–sud alors que le reste du tracé est d'orientation de l'ouest vers l'est. L'autoroute est désignée Dr Martin Luther King Jr. Expressway, W.B. Fowler Sr. Expressway et Avron B. Fogelman Expressway.
Les premières sections de l'I-240 ont été ouvertes en 1962 et l'autoroute a été achevée en 1971. C'est durant les années 1950 que le projet de voie de ceinture autour de Memphis est proposé. Jusqu'en 1973, le segment entre l'I-40 et l'I-55 était désigné I-255. L'opposition citoyenne par rapport au tracé de l'I-40 à travers Overton Park, dans le centre de Memphis s'est terminé lorsque le tracé de l'I-40 a été déplacé dans ce qui devait être la boucle nord de l'I-240 en 1981.

## Description du tracé
L'I-240 débute comme une autoroute sud–nord à Midtown Memphis, à l'est du centre-ville à un échangeur avec l'I-40. L'I-240 dispose de six voies dès son début. Elle rencontre quelques voies locales dans une courte distance. L'I-240 continue son parcours vers le sud et traverse des voies ferrées. Elle poursuit au sud jusqu'à ce qu'elle rencontre l'I-55. C'est à cet échangeur qu'elle se dirigera vers l'est.
L'I-240 passe par les banlieues sud de Memphis pour les prochains quatre miles (6,4 km). Elle croise ensuite une route collectrice vers l'Aéroport international de Memphis. Un peu après cette jonction, elle atteint la US 78. L'autoroute y gagne deux voies pour un total de huit. Elle croise un peu après la SR 176. Pour les prochains trois miles (4,8 km), l'I-240 longe la rive nord de Nonconnah Creek pour croiser le terminus nord de SR 385, une route à accès contrôlé qui dessert les banlieues sud-est de Memphis. L'autoroute se tourne pour se diriger vers le nord et croise la US 72 peu après. L'I-240 continue son tracé vers le nord et atteint son terminus est à la jonction avec l'I-40, Sam Cooper Boulevard et la US 64 / US 70 / US 79 à East Memphis.

## Liste des sorties
Les sorties de l'I-240 fonctionnent en sens horaire, reflétant la numérotation initiale de l'autoroute qui devait former une ceinture de contournement. En raison du déplacement du tracé de l'I-40, l'I-40 conserve les numéros de sortie initiaux de l'I-240 jusqu'à 12A–C.
| Interstate 240                            |              |       |       |        |                                                       |                                                                                          |
| Comté                                     | Municipalité | mi    | km    | Sortie | Intersections / Destinations                          | Notes                                                                                    |
| Shelby                                    | Memphis      | 0,00  | 0,00  |        | I-40 ouest – Little Rock                              | Terminus anti-horaire                                                                    |
| Shelby                                    | Memphis      | 0,00  | 0,00  | 12A    | US 64 / US 70 / US 79 (Summer Avenue)                 | Pas de sortie en direction ouest; sortie direction est via White Station Road            |
| Shelby                                    | Memphis      | 0,00  | 0,00  | 12B    | Sam Cooper Boulevard                                  | Sortie 10A-B de Sam Cooper Boulevard                                                     |
| Shelby                                    | Memphis      | 0,00  | 0,00  | 12C    | I-40 est – Nashville                                  | Sortie direction est, entrée direction ouest; sortie 10A de l'I-40                       |
| Shelby                                    | Memphis      | 1,81  | 2,91  | 13     | Walnut Grove Road                                     | Indiqué sortie 13A (ouest) et 13B (est) en direction ouest                               |
| Shelby                                    | Memphis      | 3,67  | 5,91  | 15     | US 72 (Poplar Avenue) – Germantown                    |                                                                                          |
| Shelby                                    | Memphis      | 5,18  | 8,34  | 16     | SR 385 (en) est (Bill Morris Parkway) – Collierville  |                                                                                          |
| Shelby                                    | Memphis      | 6,07  | 9,77  | 17     | Mount Moriah Road                                     |                                                                                          |
| Shelby                                    | Memphis      | 6,94  | 11,17 | 18     | Perkins Road                                          |                                                                                          |
| Shelby                                    | Memphis      | 8,33  | 13,41 | 20     | SR 176 (en) sud (Getwell Road)                        | Indiqué sortie 20A (sud) et 20B (nord) en direction est                                  |
| Shelby                                    | Memphis      | 9,75  | 15,69 | 21     | US 78 (Lamar Avenue) – Birmingham                     |                                                                                          |
| Shelby                                    | Memphis      | 11,48 | 18,48 | 23     | Airport Boulevard – Aéroport international de Memphis | Indiqué sortie 23A (nord) et 23B (sud)                                                   |
| Shelby                                    | Memphis      | 12,76 | 20,54 | 24     | Millbranch Road / Nonconnah Boulevard                 |                                                                                          |
| Shelby                                    | Memphis      | 13,86 | 22,31 | 25     | I-55 – Jackson, Saint-Louis                           | Indiqué sortie 25A et 25B; sortie 6 de l'I-55; terminus sud du futur multiplex avec I-69 |
| Shelby                                    | Memphis      | 14,53 | 23,38 | 26     | Norris Road                                           |                                                                                          |
| Shelby                                    | Memphis      | 16,38 | 26,36 | 28     | South Parkway                                         | Indiqué sortie 28A (est) et 28B (ouest)                                                  |
| Shelby                                    | Memphis      | 17,85 | 28,73 | 29     | Lamar Avenue                                          |                                                                                          |
| Shelby                                    | Memphis      | 18,36 | 29,55 | 30     | Union Avenue                                          | Indication direction nord                                                                |
| Shelby                                    | Memphis      | 18,36 | 29,55 | 30     | Madison Avenue                                        | Indication direction sud                                                                 |
| Shelby                                    | Memphis      | 19,13 | 30,79 | 31     | I-40 ouest – Little Rock                              | Sortie direction nord, entrée direction sud                                              |
| Shelby                                    | Memphis      | 19,80 | 31,87 | 32     | SR 14 (en) (Jackson Avenue)                           | Sortie direction nord, entrée direction sud                                              |
| Shelby                                    | Memphis      | 19,80 | 31,87 | –      | I-40 est – Nashville                                  | Terminus horaire; terminus nord du futur multiplex avec I-69                             |
| - Terminus de multiplex - Accès incomplet |              |       |       |        |                                                       |                                                                                          |